# Suvad
Suvad je moško osebno ime.

## Izvor imena
Ime Suvad je različica moškega osebnega imena Suad.

## Pogostost imena
Po podatkih Statističnega urada Republike Slovenije je bilo na dan 31. decembra 2007 v Sloveniji število moških oseb z imenom Suvad: 164.